# 2001 K리그 드래프트

## 개요
2001년 K리그 드래프트
| 드래프트 실시 일시 : ?   | 드래프트 실시 일시 : ?   |
| 총 드래프트 신청자 : ?명 | 총 드래프트 신청자 : ?명 |
| 지명 형식                | 숫자                     |
| ------------------------ | ------------------------ |
| 대학선수선발             | 52명                     |
| 고교선수선발             | 29명                     |
| 합계 : 81명              |                          |

## 특징
- 당시 드래프트는 고교선수선발 드래프트와 대학선수선발 드래프트를 따로 치렀다. 당시 고교선수 드래프트의 경우, 지역 연고지명 개념을 도입해 현재의 클럽 유스 우선지명과 비슷한 시도를 꾀한 바 있다.

- 이때는 번외지명 개념이 따로 있는 것이 아니라, 7순위부터 차후 순위지명이 종료되는 때까지 지명된 선수들은 구단과 자유계약을 맺었다. 하지만 대체로 1~2년계약에 연봉도 터무니없이 박봉이었기 때문에 자유계약은 선수들에게 전혀 유리할 게 없었다.

- 원래 계획은 2001년을 끝으로 드래프트제도 폐지가 예정되어 있었다. 때문에 몇몇 대어급 선수들은 해외진출과 상무 입대 등을 선택하며 드래프트를 회피하였다. 왜냐하면 이듬해부터 자유계약을 통해 프로 입단시 두둑한 계약금을 받을 수 있었기 때문이다.

- 수원은 이 드래프트에서 고교선수만 6명 지명하고, 대학선수는 단 한명도 지명하지 않아 학원축구 관계자들에게 항의를 받았다.

## 지명 결과

### 대학/실업 신인선수 선발
| 구단               | 1순위  | 2순위  | 3순위  | 4순위  | 5순위  | 6순위  | 7순위  | 8순위  | 9순위  | 10순위 | 11순위 | 12순위 |
| ------------------ | ------ | ------ | ------ | ------ | ------ | ------ | ------ | ------ | ------ | ------ | ------ | ------ |
| 포항 스틸러스      | 김상록 | 강용   | 나희근 | 최종범 |        | 이정민 | 장우창 | 허인무 | 이정운 | 윤보영 |        |        |
| 대전 시티즌        | 김영근 |        | 탁준석 |        |        | 정영훈 |        |        |        |        |        |        |
| 울산 현대 호랑이   | 조세권 | 서덕규 | 권정혁 | 박기욱 |        |        | 박경삼 |        | 정성화 |        |        |        |
| 전남 드래곤즈      | 김길식 | 이창원 | 최정호 | 이영수 | 윤영종 |        |        |        |        |        |        |        |
| 부산 아이콘스      | 송종국 |        | 김기종 | 오정석 |        |        |        | 박준홍 | 정상수 |        | 황철민 | 김경진 |
| 수원 삼성 블루윙즈 |        |        |        |        |        |        |        |        |        |        |        |        |
| 전북 현대 모터스   |        | 추운기 | 박경환 |        | 고민기 |        | 권종민 | 이석   |        |        |        |        |
| 성남 일화 천마     | 백영철 | 김용희 |        | 김종대 |        |        | 박종남 | 김현재 | 신동열 |        |        |        |
| 부천 SK            | 윤원철 | 정필석 |        | 최현   |        |        |        | 이범직 | 김기택 | 김만중 |        |        |
| 안양 LG 치타스     | 박윤화 | 김장현 | 길경호 |        | 권진우 |        | 연정흠 | 정호교 |        |        |        |        |

### 고교졸업예정자 드래프트
| 구단               | 지명자                                | 지역 연고지명                                  |
| ------------------ | ------------------------------------- | ---------------------------------------------- |
| 부산 아이콘스      | 1순위 김태민, 번외지명 김진우, 김효길 | 황달영                                         |
| 안양 LG 치타스     | 5순위 구용찬                          | 한정화, 신재필, 김경수, 안성훈, 박성호, 김상운 |
| 수원 삼성 블루윙즈 |                                       | 김두현, 조성환, 오규찬, 손승준, 이여성, 김민성 |
| 울산 현대 호랑이   | 3순위 전광철                          | 최배식                                         |
| 전남 드래곤즈      | 6순위 윤영웅, 번외지명 고세민         | 하기윤                                         |
| 전북 현대 모터스   | 5순위 박성우                          | 김현기, 남궁도                                 |
| 포항 스틸러스      | 4순위 박주호                          | 신수진, 유현구                                 |

## 참고
1. ↑  “대학 최대어 김상록 포항 스틸러스로”. 2016년 6월 3일에 원본 문서에서 보존된 문서. 2016년 5월 15일에 확인함.